# Alain Grosrichard
Alain Grosrichard (* 1941 in Paris) ist ein französischer Literaturwissenschaftler, Philosoph und Psychoanalytiker. Er war von 1983 bis 2006 Professor an der Universität Genf.

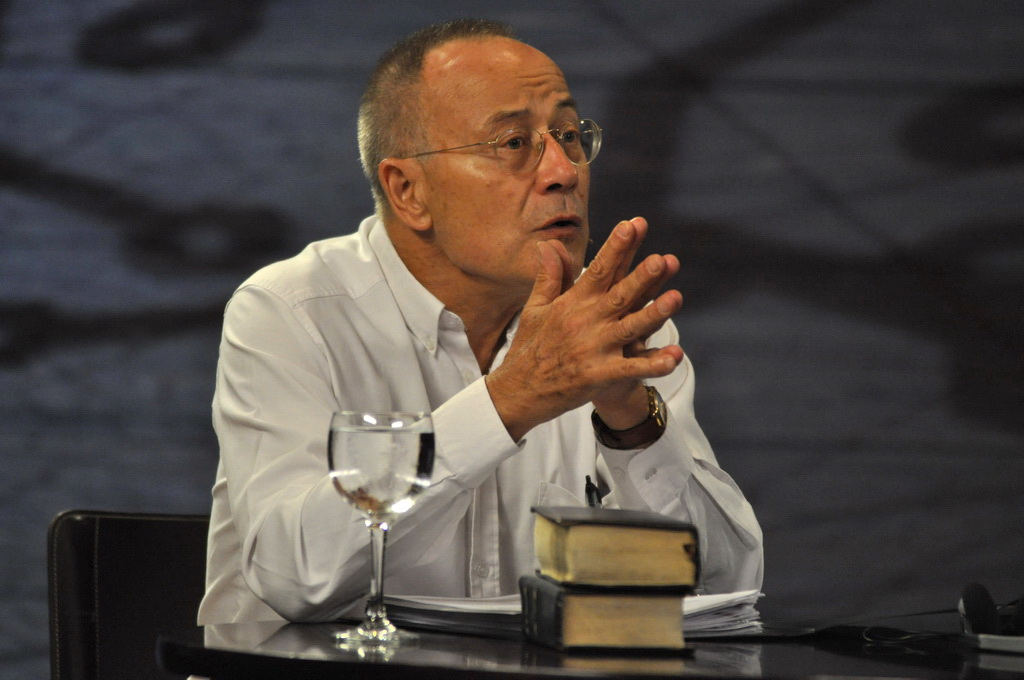
Alain Grosrichard 2008

## Leben
Grosrichard wurde 1941 in Paris geboren. Er studierte von 1962 bis 1967 Philosophie an der École normale supérieure in Paris, unter anderem bei Louis Althusser, Jacques Derrida, Roland Barthes, Michel Foucault und ab 1964 bei Jacques Lacan. Althusser und Lacan waren für ihn besonders prägend. Er gehörte zum Kreis um Jacques-Alain Miller und war ab 1966 gemeinsam mit Miller, Jean-Claude Milner, François Regnault und später Alain Badiou Herausgeber der psychoanalytischen Zeitschrift Cahiers de l’Analyse. 1967 schloss er sein Studium mit einer von Georges Canguilhem betreuten Arbeit über das Molyneux-Problem ab. Im selben Jahr erwarb er auch seine Agrégation.
Von 1967 bis 1969 war Grosrichard Lehrer für Philosophie am Lycée Lyautey in Casablanca. Nach Ausbruch der Mai-Unruhen in Frankreich agitierte Grosrichard im Sinne der 68er-Bewegung in Marokko, wurde festgenommen und nach Frankreich zurückgeschickt. Er wurde darauf 1969 Assistent für Philosophie an der Universität Aix-Marseille. Von 1973 bis 1982 war er Oberassistent (maître-assistant) und Maître de conférences am von Jacques Lacan gegründeten Departement für Psychoanalyse an der Universität Paris-Vincennes. 1975 gründete er gemeinsam mit Jacques-Alain Miller die Zeitschrift Ornicar?. 1979 wurde seine Dissertation Structure du sérail publiziert.
1983 wurde er als ordentlicher Professor auf einen Lehrstuhl für moderne französische Literatur an die Universität Genf berufen. Als Spezialist für das 18. Jahrhundert, Jean-Jacques Rousseau und das Verhältnis zwischen Literatur und Psychiatrie war er dazu ausersehen, das Lehrgebiet von Jean Starobinski zu übernehmen, der 1985 emeritiert wurde. Gemeinsam mit Starobinski und Bronisław Baczko leitete er während vielen Jahren den von Starobinski begründeten Studienkreis zum 18. Jahrhundert an der Universität Genf. 2006 wurde er emeritiert.
Grosrichard war Mitglied der École de la Cause freudienne und von 1993 bis 2013 – als Nachfolger von Starobinski – Präsident der Société Jean-Jacques Rousseau in Genf. In dieser Funktion richtete er auch die Feierlichkeiten zum 300-Jahr-Jubiläum im Jahr 2012 aus.

## Forschung
Grosrichard ist ein Spezialist für die französische Literatur und Philosophie der Aufklärung und insbesondere für das Werk von Jean-Jacques Rousseau. Seine Arbeiten reflektieren das Verhältnis zwischen Literatur und Psychoanalyse und sind von Louis Althusser und Jacques Lacan geprägt. Besonders wahrgenommen wurde sein Buch Structure du sérail. La fiction du despotisme asiatique dans l'Occident classique (1979), das in mehrere Sprachen übersetzt wurde. Grosrichard untersucht darin die Vorstellungen von der Macht des Sultans, die sich westliche Reisende und Philosophen im 18. Jahrhundert gemacht haben. Die Fiktion der orientalischen Herrschaft diene als Folie, vor der sich die politischen Theorien der französischen Aufklärung konturieren können. Grosrichard untersucht dabei insbesondere die Lettres persanes von Montesquieu und die Schriften Rousseaus, Diderots und de Sades. Mladen Dolar bezeichnete das Buch als lacanianische Alternative zu Edward Saids fast zeitgleich erschienenem Werk Orientalismus. Michel Delon hob hervor, dass das lacanistische Rüstzeug von Grosrichard «diskret» eingesetzt werde, es diene weniger der Lösung von Problemen oder der Interpretation, sondern dazu, «die Perspektiven zu multiplizieren». Matthew Dimmock hielt fest: «The Sultan’s Court offers a remarkable insight into a Western fantasy of power that still influences modern relations between West and East. It is a classic of its kind.» Slavoj Žižek bezeichnete das Buch als «einen Klassiker der Theorie der Ideologie, der sich mit den größten Leistungen von Adorno, Foucault oder Jameson messen kann».
Grosrichard gehörte als wissenschaftlicher Beirat zum Herausgebergremium des Gesamtwerks von Rousseau bei Classiques Garnier und verantwortete eine kommentierte Taschenbuchausgabe der Confessions.

## Schriften (Auswahl)

### Monographien
- Structure du sérail. La fiction du despotisme asiatique dans l’Occident classique (= Connexions du champ freudien). Seuil, Paris 1979.
  - Englische Übersetzung: The Sultan’s Court. European Fantasies of the East. Vorwort von Mladen Dolar. Aus dem Französischen von Liz Heron. Verso, London 1998.
- Suzanne noir sur blanc. La Bibliothèque des arts, Paris 1992. (Essay über Susanna im Bade von Jacopo Tintoretto)

### Edition
- Jean-Jacques Rousseau: Les Confessions. 2 Bände. Hrsg. von Alain Grosrichard. GF Flammarion, Paris 2012.
- Jean-Jacques Rousseau: Les rêveries du promeneur solitaire. Cartes à jouer. Hrsg. von Alain Grosrichard und François Jacob. Classiques Garnier, Paris 2014, ISBN 978-2-406-06725-2.

### Herausgeberschaft
- (mit François Ansermet, Charles Méla): La Psychose dans le texte. Navarin, Paris 1989.
- (mit Henryk Chudak): Bilan de l’École de Genève. Actes du colloque polono-suisse, Varsovie, mai 1992. Éditions de l’Université de Varsovie/Centre de civilisation française, Warschau 1995.
- (mit Giovanni Bardazzi): Dénouement des lumières et invention romantique. Actes du Colloque de Genève 24–25 novembre 2000. Droz, Genf 2003.
- (mit Gauthier Ambrus): Vivant ou mort, il les inquiétera toujours. Amis et ennemis de Rousseau (XVIIIe–XXIe siècles). Noir sur Blanc, Paris 2012, ISBN 978-2-88474-254-2.